# Papubolbe curvidens
Papubolbe curvidens är en bönsyrseart som beskrevs av Max Beier 1965. Papubolbe curvidens ingår i släktet Papubolbe och familjen Iridopterygidae. Inga underarter finns listade i Catalogue of Life.